# Döme Zsolt
Döme Zsolt (Budapest, 1951. október 29.) zeneszerző. Voith Ági színésznő élettársa.

## Munkái
- Látástól vakulásig (film) zenéje (1978)
- Illa berek (film) zenéje (1980)
- A névtelen vár (televíziós sorozat) Hidas Frigyessel (1981)
- Sohase mondd (1982) – dal (előadó: Hernádi Judit, Mészáros Márta: Örökség című filmjének betétdala)…
- „Az a régi nyár” zenei CD
- Hatásvadászok filmzenéje (1982)
- Naplopó és Lókötő dal (Előadók: Császár Angela, Márkus László, Szakácsi Sándor, 1982)
- Napló gyermekeimnek filmzenéje (1984)
- Képvadászok filmzenéje (1985)
- Kémeri (televíziós sorozat) (1985)
- Meglátja mester, menni fog - MTK induló (1987)
- Rákóczi tér dal (1988)
- Napló apámnak, anyámnak filmzenéje (1990)
- Família Kft. (1991–1999)
- Privát kopó (televíziós sorozat) filmzenéje (1992)
- Eddig vagyok Família Kft. Musical (1993) & vége főcím zene
- Éretlenek (televíziós sorozat) Novák Jánossal (1995)
- TV a város szélén Berkes Gáborral (1998)
- Komédiások (televíziós sorozat) Élő Péterrel (2000)
- Kísértet tangó dal (2006)
- 3 : 1 a szerelem javára (zenés vígjáték)
- Az utolsó bölény dal
- A bécsi gyors dal
- Kísértet tangó dal
- Koldus és királyfi (musical) (2013)

## Egyéb
- Aida (musical) (2007) Mo.-i bemutató karmestere